# Handelsakademie Lambach des Schulvereines am Benediktinerstift Lambach
Die Handelsakademie Lambach des Schulvereines am Benediktinerstift Lambach ist eine Berufsbildende höhere Schule in Lambach in Oberösterreich.

## Geschichte
Die Privatschule wurde im Jahre 1987 gegründet. Damals umfasste sie neben 5-jährigen Handelsakademieklassen auch 3-jährige Handelsschulklassen. Mit Ende des Schuljahres 2001/02 wurde die Handelsschule eingestellt. Alle Unterrichtsräume sind im Stift Lambach untergebracht. Bislang war das Stift Lambach Schulerhalter dieser Privatschule mit Öffentlichkeitsrecht. Zum Ende des Schuljahres 2008/09 wurde ein Schulverein gegründet, der nun als Träger fungiert. 2009 besuchten 189 Schüler in zehn Klassen die Schule und wurden von 22 Lehrkräften unterrichtet. Die Schüler sind zu fast zwei Drittel weiblich. Sie kommen vorwiegend aus den Hauptschulen der umliegenden Gemeinden, aber auch aus dem Stiftsgymnasium.

## Leitung
- 1987–1996 P. Theoderich Doppler OSB
- 1997–2013 Herbert Buchinger[2]
- seit 2013 Stefan Leitner

## Ausbildungsschwerpunkte
Pro Schuljahr wird jeweils eine Klasse mit dem Schwerpunkt Informationstechnologie und eine Klasse mit dem Schwerpunkt Internationale Wirtschaft aufgenommen.
Informationstechnologie
Hier hat man neben den an allen Handelsakademien üblichen Fächern auch noch eine Ausbildung zum Netzwerktechniker.
Internationale Wirtschaft
In diesem Schwerpunkt hat man ein interkulturelles Seminar und eine dritte lebende Fremdsprache (italienisch). Der Geographie-Unterricht findet auf Englisch statt.